# Llapisera
 (novembre 2023).
Si vous disposez d'ouvrages ou d'articles de référence ou si vous connaissez des sites web de qualité traitant du thème abordé ici, merci de compléter l'article en donnant les références utiles à sa vérifiabilité et en les liant à la section « Notes et références ».
De son vrai nom Rafael Dutrús Zamora (1882-1960), Llapisera fut un des premiers toreros comiques, faisant le spectacle pendant les corridas.
Il commença à Valence en Espagne dans la première moitié du XXe siècle.